# Carly Wopat
Carly Wopat (ur. 13 października 1992 w Los Angeles) – amerykańska siatkarka, grająca na pozycji środkowej. Od sezonu 2017/2018 występuje w chińskiej drużynie Beijing BAW.

## Życie prywatne
Ma ojca Rona i mamę Kathy oraz dwóch młodszych braci Jacksona i Eli’ego. Miała siostrę bliźniaczkę – Samantę, również była siatkarką. Zmarła w nieznanych okolicznościach w dniu 25 marca 2012 roku, w wieku 19 lat. Przed śmiercią Samanty, występowały razem w drużynie Stanford University
.

## Sukcesy klubowe
Mistrzostwo Francji:
- 2015[6]

## Sukcesy reprezentacyjne
Mistrzostwa Ameryki Północnej, Środkowej i Karaibów Kadetek:
- 2008

Mistrzostwa Ameryki Północnej, Środkowej i Karaibów Juniorek:
- 2010

Puchar Panamerykański:
- 2016